# Lanišće (gmina Lanišće)
Lanišće – wieś w Chorwacji, w żupanii istryjskiej, w gminie Lanišće. W 2011 roku liczyła 88 mieszkańców.